# Dunstanoides salmoni
Dunstanoides salmoni là một loài nhện trong họ Amphinectidae. Loài này phân bố ở New Zealand.